# Hamburg Crocodiles
Les Crocodiles de Hambourg sont un club allemand de hockey sur glace basé à Hambourg.

## Historique
L'équipe est créée en 1990. Elle a évolué au second échelon national de 1998 à 2000 comptant notamment dans ses rangs l'ancien joueur de la Ligue nationale de hockey Phil Bourque. Le club évolue actuellement dans une division régionale.